# Moritz Calisch

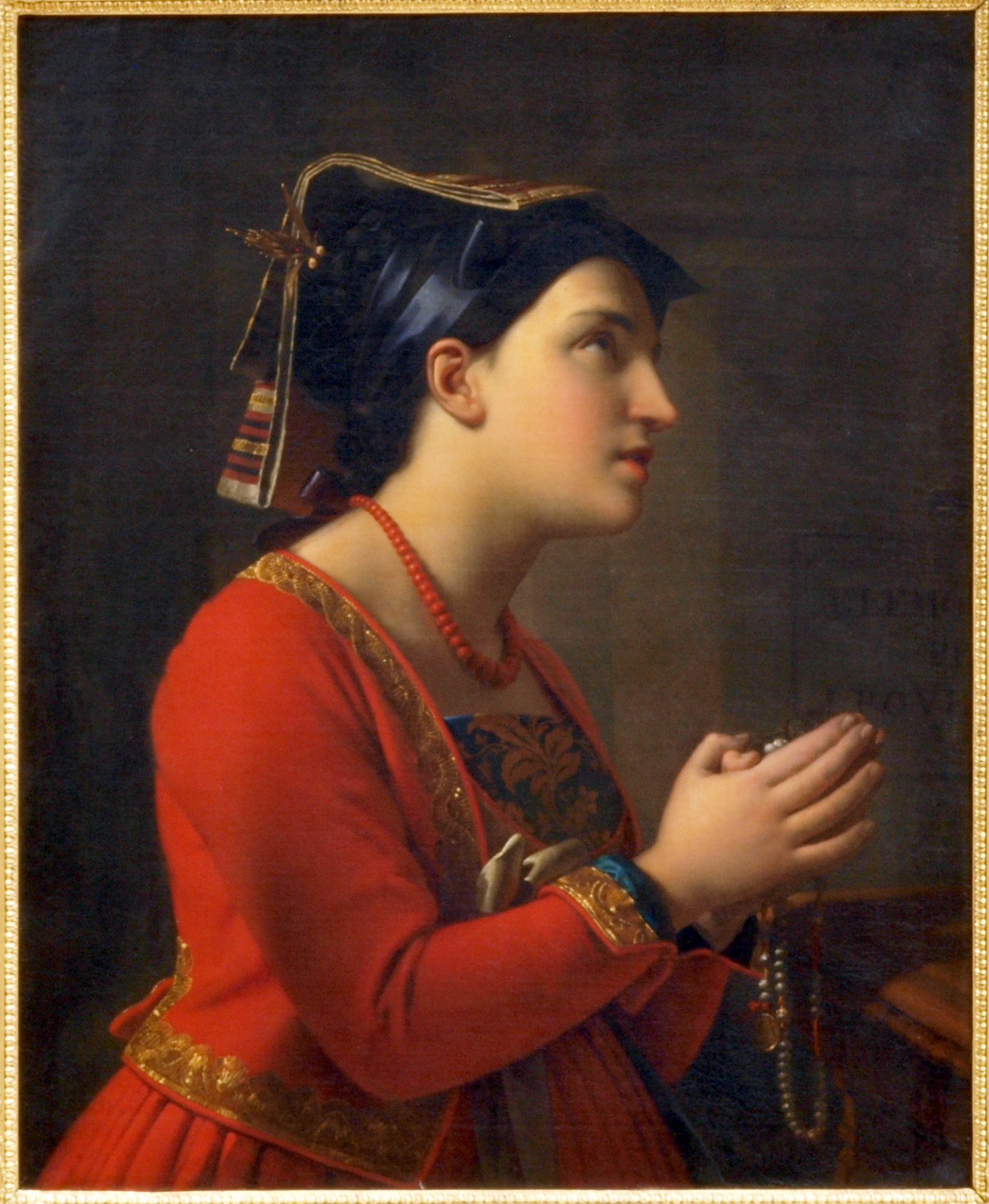
Imádkozó fiatal nő (1850, a Teylers Múzeum gyűjteményében

Moritz Calisch (Amszterdam, 1819. április 12. – Amszterdam, 1870. március 13.) holland festőművész, rajzoló és litográfus.

## Életútja
Jan Adam Kruseman tanítványa volt az amszterdami Királyi Akadémián (hollandul: Rijksakademie van beeldende kunsten), majd a Királyi Szépművészeti Akadémián (hollandul: Koninklijke Academie voor Beeldende Kunsten) tanult. Az Arti et Amicitiae művészeti társaság tagja lett, később pedig aligazgatója. 1834-ben 150 guldent és két ezüstmedált nyert a rotterdami festő társaság pályázatán két festményével. Elsősorban portréiról híres, amiket Amszterdam prominens zsidó személyiségeiről készített. Ugyanakkor számos zsánerképet is festett, valamint romantikus stílusban történelmi témájú festményeket is készített. Egyik híres festménye I. Lajos holland királyt (Louis Bonaparte) ábrázolja, amint segítséget nyújt az árvízkárosultaknak.